# ميخائيل اندروز (لاعب دوري الرغبي)
ميخائيل اندروز (بالإنجليزية: Michael Andrews)‏ هو لاعب دوري الرغبي أسترالي، ولد في 18 مارس 1962 في سيدني في أستراليا.